# 川上村 (愛媛県西宇和郡)
川上村（かわかみむら）は、1955年（昭和30年）まで愛媛県西宇和郡にあった村である。
現在の八幡浜市の南部、宇和海に面した農村であった。昭和の合併で八幡浜市の一部となり、現在に至っている。

## 地理
現在の八幡浜市の南部。宇和海に面しているが、庄崎と岡の鼻を境に東に深く切れ込んで川上湾を形成し、湾奥に川名津、上泊、白石の3つの集落がある。北は八幡浜市に、南は真穴村に、東は双岩村に接している。湾最奥の川名津集落にはわずかに平地があるが、他の集落は海岸線に沿って家屋が建ち並ぶ。背後の山々は300m未満であり、急峻ではなくかんきつ類栽培に適している。
地名の由来
明治の合併時に川名津浦と上泊浦とが合体し、両浦名を一字ずつとった合成地名。

## 歴史
藩政期
- 宇和島藩領。
宇和島藩に入った伊達家は当初藩内を17の郷に分け統治したが、当村の前身である2つの浦は「保内郷」に属すものとされた。
- 1696年（元禄9年） - 宇和島藩と吉田藩との交換により吉田藩領となる。

明治以降
- 1889年（明治22年）12月15日 - 明治の町村制・市制施行時に、川名津浦と上泊浦との合併により川上村となる。
- 1900年（明治33年） - この頃から北米大陸への渡航者が相次ぐ。（一部は密航）
- 1901年（明治34年） - ウンシュウミカンが導入される。
- 1908年（明治41年） - 郵便局開局。
- 1911年（明治44年） - 矢野義弘らが打瀬船（うたせぶね）にて渡米（密航）。
- 1914年（大正3年） - 萩森音治郎ら小型船で渡米（密航）。
- 昭和初期に製糸及び織布工場が操業のピークを迎えた。
- 1933年（昭和8年） - 柑橘出荷組合設立。
- 1948年（昭和23年） - 太平洋戦争後ウンシュウミカン栽培が主力となり、23年、25年、27年と全国果実品評会で立て続けに農林大臣賞を受賞するなど、愛媛のミカン栽培をリードした産地の一つに上り詰めた。
- 1955年（昭和30年）2月1日 - 真穴村・双岩村・日土村の3村とともに八幡浜市の一部となる。当村域は「八幡浜市川上町」と呼ばれることとなった。

```
川上村の系譜
（町村制実施以前の村）　（明治期）
　　　　　　　　　　　　町村制施行時
日土　　　━━━┓
　　　　　　　　┣━━　川上村　━━━━━━━━━━━━━━━━━━━━━━━┓
日土　　　━━━┛　　　　　　　　　　　　　　　　　　　　　　　　　　　　　　┃
　　　　　　　　　　　　八幡浜町　　━━┳━━━━┳八幡浜市　━━━━━━━━┃
　　　　　　　　　　　　矢野崎村　　━━┛ａ      ┃（昭和10年2月11日　　　　┣━八幡浜市
　　　　　　　　　　　　千丈村　　━━━━━━━━┫　、合併、市制）　　　　　┃（昭和30年2月1日）
　　　　　　　　　　　　神山村    ━━━神山町ｂ━┫　　　　　　　　　　　　　┃
　　　　　　　　　　　　舌田村    ━━━━━━━━┛　　　　　　　　　　　　　┃
　　　　　　　　　　　　日土村    ━━━━━━━━━━━━━━━━━━━━━━┫
　　　　　　　　　　　　真穴村    ━━━━━━━━━━━━━━━━━━━━━━┫
　　　　　　　　　　　　双岩村    ━━━━━━━━━━━━━━━━━━━━━━┫
　　　　　　　　　　　　　　　　　　　　　　　　　　　　　　　　　大字和泉及び布喜川の一部
　　　　　　　　　　　　　　　　　　　　　　　　　　　　　　　　　三瓶町へ（昭和30年2月1日）

a 昭和5年1月1日、b 昭和3年7月1日町制施行
（注記）八幡浜町ほかの合併前の系譜、及び平成の合併の系譜については、それぞれの記事を参照のこと。

```

## 地域
明治の合併前の浦である、川名津（かわなづ）、上泊（かみどまり）が大字となり、後に上泊から大字白石（しらいし）が分離した。

## 行政
役場
大字川名津におかれていた。

## 産業
農業
明治以降養蚕が盛んで、昭和に入りウンシュウミカンが導入され、太平洋戦争後、銘柄産地の一つにまで上り詰めた。
工業
明治末期から当村とその周囲には地元資本及び近江帆布・鐘紡などの県外資本による繊維工場が多数立地した。当村でも、昭和初期には、製糸工場3、織布工場3が操業していた。

## 交通
鉄道は通っていなかった（現在も同じ）。
海岸線に沿った道路が当時も現在も八幡浜市街と結ぶ交通ルートである。（愛媛県道28号を経て、現在の国道378号）